# Шешир без дна
Шешир без дна била је дечја емисија на РТС-у, у којој су играли Љубивоје Ршумовић и Раша Попов.
Емисија је била забавног, али и образовног карактера. О успешности емисије говори и чињеница да је овај серијал репризиран више пута на РТС-у. 

## Епизода „Прича о Светом Сави“
Једна од епизода била је „Прича о светом Сави“ у којој је поред Раше Попова учествовао глумац Андреј Шепетковски. Шепетковски је овдје у улози предавача, тј. човјека који малишанима прича приче о светом Сави. То је једна од његових првих улога. У тој емисији појављују се малишани из Параћина, из предшколске групе „Бранко Крсмановић“.